# Řád Bernarda O'Higginse
Řád Bernarda O'Higginse (španělsky: Orden de Bernardo O'Higgins) je státní vyznamenání Chilské republiky, které je udíleno výhradně cizím státním příslušníkům za zásluhy v oblasti umění, vědy, vzdělávání, průmyslu, obchodu, humanitární a sociální spolupráce. Řád byl založen v roce 1956 a pojmenován je po zakladateli chilského státu, Bernardu O'Higginsovi. Velmistrem řádu je chilský prezident.

## Historie
Řád byl založen dne 28. dubna 1956 (Decreto N.° 272) chilským prezidentem Carlosem Ibáñezem del Campem. Pojmenován byl po chilském generálovi a státníkovi Bernardu O'Higginsovi. Ten v letech 1810 až 1826 bojoval o nezávislost španělských kolonií v Americe.
Původně bylo vyznamenání spojeno s Řádem za zásluhy a udělováno ve dvou třídách jako medaile Bernarda O'Higginse I. třídy a medaile Bernarda O'Higginse II. třídy. V roce 1967 došlo zákonem Decreto N.° 303 k reorganizaci, řád se osamostatnil a byl rozdělen do čtyř tříd. V roce 1968 pak byla přidána třída velkokříže. Od té doby je tak řád udílen v pěti třídách. V roce 2006 byla zákonem Decreto N° 32 zavedena třída řetězu, aby mohli být tímto vyznamenání oceňováni vyšší zahraniční činitelé za své zásluhy o Chile.

## Pravidla udílení
Řád uděluje chilský prezident na žádost ministra zahraničních věcí. Je udílen pouze cizincům za zásluhy v oblasti umění, vědy, vzdělávání, průmyslu, obchodu, humanitární a sociální spolupráce a neexistují žádná omezení na počet žijících vyznamenaných osob.

## Insignie
Řádový odznak tvoří dvě stříbrné zlatě smaltované pěticípé hvězdy položené na sebe, opticky tak tvořící deseticípou hvězdu. Obě jsou lemovány bíle smaltovaným pruhem. Cípy hvězd jsou zakončeny pozlacenými kuličkami. Mezi paprsky hvězdy vyčnívají vždy tři malé lístky. Uprostřed hvězdy je zlatý kulatý medailon s portrétem Bernarda O'Higginse v uniformě. Medailon je obklopen nápisem BERNARDO O'HIGGINS • CHILE.
Řádová hvězda má stejnou podobu jako řádový odznak. Ve třídě řádového řetězu je průměr řádové hvězdy 70 mm.
Řádový řetěz je vyroben z pozlaceného stříbra. Jeho délka činí 74 cm a je tvořen osmnácti dubovými korunami. Korunky jsou vysoké 39 mm a široké 33 mm. Ve spodní části jsou mezi korunky vloženy dvě palmové ratolesti o velikosti 34 x 23 mm. Mezi palmovými listy je hvězda a ve spodní části rozeta. Pod tímto článkem je kondor s roztaženými křídly. K němu je poté připojen řádový odznak o průměru 48 mm.
Stuhu tvoří dva stejně široké pruhy v modré a červené barvě. V případě velkokříže je stuha červená s úzkými modrými okraji.

## Třídy
Řád je udílen v šesti řádných třídách:
- řetěz (Collar) – Řádový řetěz se nosí kolem krku. Řádová hvězda se nosí na hrudi.[4]
- velkokříž (Gran Cruz) – Řádový odznak se nosí na široké šerpě spadající z pravého ramene na levý bok. Řádová hvězda se nosí na hrudi.
- velkodůstojník (Gran Oficial) – Řádový odznak se nosí na stuze uvázané kolem krku. Řádová hvězda se nosí na hrudi.
- komtur (Comendador) – Řádový odznak se nosí na stuze uvázané kolem krku. Této třídě již řádová hvězda nenáleží.
- důstojník (Oficial) – Řádový odznak se nosí zavěšen na stuze s rozetou na levé straně hrudi.
- rytíř (Caballero) – Řádový odznak se nosí zavěšen na stuze bez rozety na levé straně hrudi.

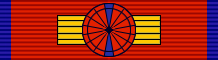
velkokříž
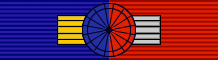
velkodůstojník
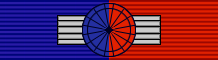
komtur
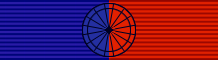
důstojník
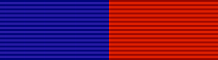
rytíř

## Fotogalerie

Řádový řetěz